# 新羅茲迪爾
新羅茲迪爾（烏克蘭語：Новий Розділ），又按俄语名译为新罗兹多尔，是乌克兰西部利沃夫州斯特雷區新罗兹迪尔市镇内的城市及该市镇的行政中心，2020年7月18日前为该州的州辖市。該市位於德涅斯特河畔，始建於1953年，面積23.6平方公里，海拔高度290米，2022年人口数量为27,841人。

## 图集

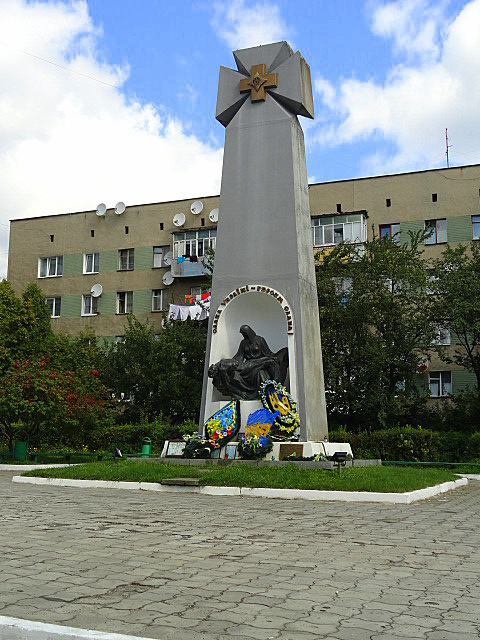

## 友好城市
- 波蘭 波利采
- 德国 帕瑟瓦尔克